# Brigantina

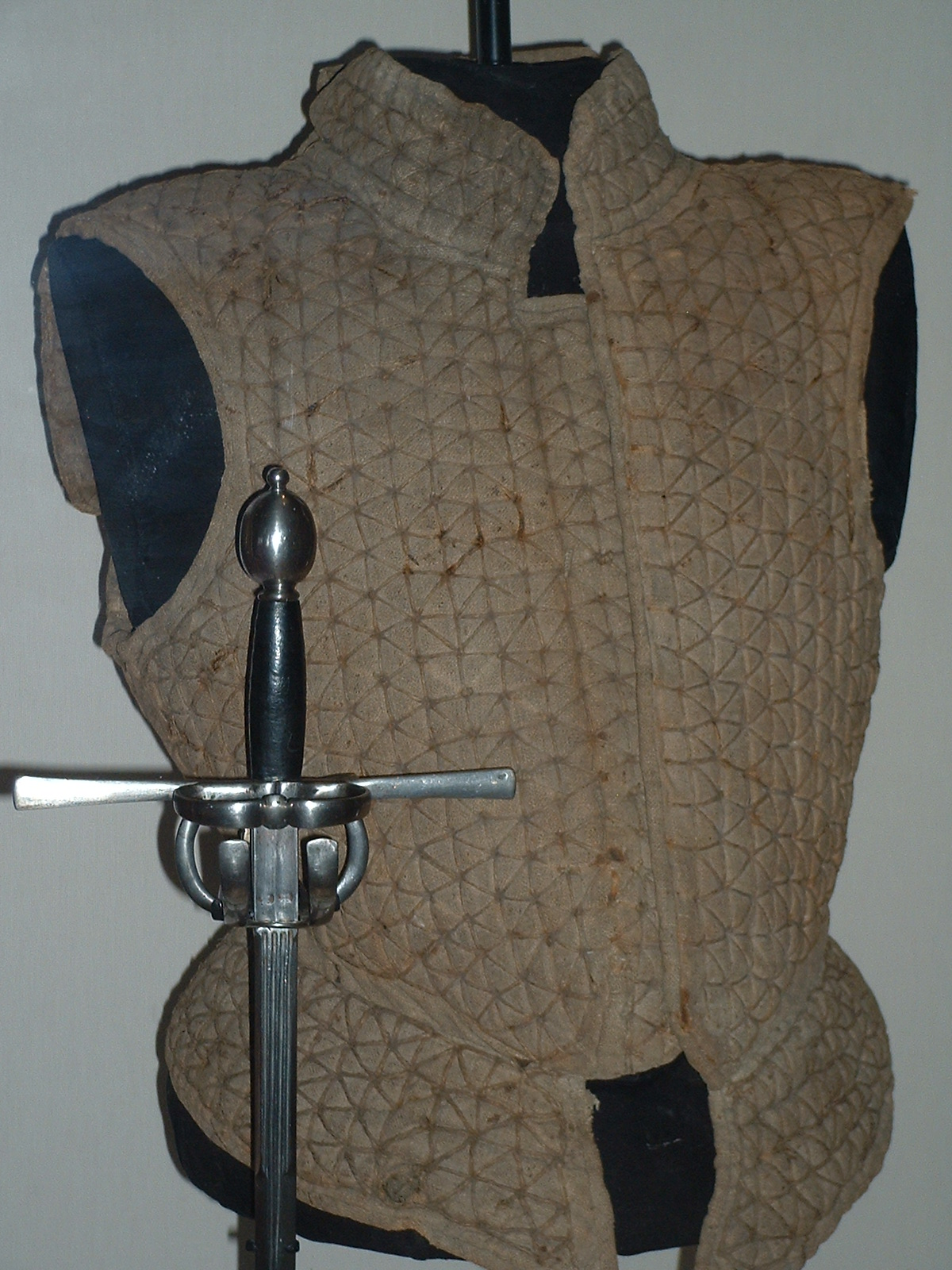
Brigantina inglesa del siglo XVI

Una brigantina es una coraza usada entre los siglos XIV y XVI, formada por pequeñas láminas de acero a modo de escamas sujetas con roblones sobre una tela fuerte, de lona o cuero.
Se distinguían las de guerra de las de torneo, en que las primeras se abrochaban sobre el pecho y las segundas al costado derecho. 
La brigantina era una defensa de cuerpo formada con hojas de hierro o acero colocadas a manera de las tejas y clavadas sobre un justillo de tela o piel, cubierto de terciopelo o seda sobre el cual se destacan las cabezas de los clavos dorados y hasta cincelados. El interior del justillo dejaba ver el remache inferior de los clavillos hecho sobre rodajas de metal. Después, se cubría esta guarnición interior con un tejido o piel sencilla. 
Las más antiguas son de la segunda mitad del siglo XIV. Eran largas y bajaban hasta las rodillas, sin marcar la cintura. Al principio del siglo XV, se acortan y toman una forma más elegante con mangas completas. En su origen esta especie de jaco no lo usaban más que las gentes de a pie, y los que primeramente las emplearon fueron los bandidos, brigantes. En cuanto fue perfeccionándose su construcción, las adoptaron los señores, porque hacían a la vez oficio de coraza y de cota de armas, siendo menos costosas que los arneses blancos. 
La brigantina o jaco lorigado embarazaba poco los movimientos del cuerpo. Se llamaba de prueba o media prueba de ballesta, según el espesor de sus launas. En el primer caso llevaban una marca, hecha con punzón candente, y su peso era de 11 a 12 kilogramos. Había otras más ligeras, rígidas, cubiertas de tela y con ristre para justar.
En español, la voz brigantina no fue usada en la época en que se usó. Tanto los armeros que las fabricaban como sus usuarios, se referían a ellas como corazas. El empleo de dichas corazas está documentado tanto por parte de soldados de caballería ligera, llamados "jinetes", como por parte de infantería, llamados "encorazados".